# Loxophlebia leucothema
Loxophlebia leucothema là một loài bướm đêm thuộc phân họ Arctiinae, họ Erebidae.